# Svinamarant
Svinamarant (Amaranthus retroflexus) är en växt tillhörande amarantsläktet. 
Blomman är grönvit.